# Obléhání husitů v Chotěboři
Obléhání Chotěboře byla akce katolických pánů proti táboritům, kteří se pod vedením hejtmana a kněze Petra Hromádky z Jistebnice usadili v Chotěboři koncem roku 1420 a chtěli z města vytvořit opěrný bod husitského hnutí ve východních Čechách. Obléhání skončilo začátkem února 1421 masakrem husitů, kteří se vzdali za příslib volného odchodu, a popravou jejich hejtmana.

## Předcházející události
V oblasti východních Čech mělo husitské hnutí značnou podporu. Proti husitům se sdružila místní katolická a vytvořila tzv. stranu Opočenských, podle vůdčí osobnosti Jana Městeckého z Opočna. K dalším vůdcům patřil Půta z Častolovic. Toto uskupení bylo věrné Zikmundovi Lucemburskému.
Před masakrem v Chotěboři proběhl protihusitský zásah v Přelouči 14. ledna 1421. Na akci se výrazně podíleli Jan Městecký, Arnošt Flaška a kutnohorský mincmistr Mikeš Divůček. Husité se opevnili v přeloučském kostele, ale byli nakonec poraženi a 125 jich bylo odvedeno do Kutné Hory, kde byli vhozeni do šachet. Mezi zajatými husity byl i kněz Valentin. Tři týdny po Přelouči zaútočili na Chotěboř.

## Obsazení města husity, jeho obléhání a dobytí

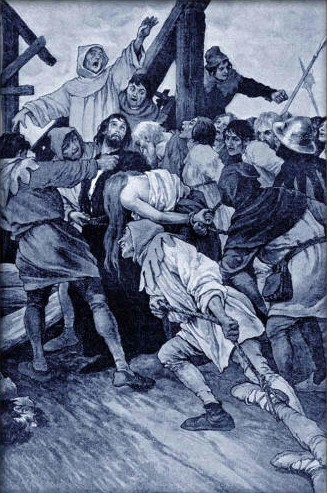
Věnceslav Černý: Kutnohorští horníci vrhají husity do šachet.

Jednotky táboritů vedené Petrem Hromádkou obsadily koncem roku 1420 Chotěboř. Ze začátku byli husité podporováni místními měšťany, ale později začaly ve městě docházet zásoby a s tím upadala i jejich podpora. Petr Hromádka proto vyslal část svých jednotek, aby opatřili dostatek zásob. V nastalé situaci město oblehli kutnohorští měšťané pod velením mincmistra Mikeše Divůčka a k nim se přidali oddíly Půty z Častolovic, Jana Městeckého, Arnošta Flašky a Čeňka z Ronova. Proti husitům se postavili i Chotěbořští měšťané. Hromádka vyhodnotil nepříznivou situaci a začal s katolickými pány vyjednávat o složení zbraní a volném odchodu z města. "...a obdržev od pánů slib pode ctí a věrou, že posádce na životě ublíženo nebude, vzdal se konečně dobrovolně se vším lidem svým dne 3. února 1421..."
Katoličtí páni ale dohodu nedodrželi. Odzbrojili husity a na 300 jich upálili ve stodolách. Další byli upáleni ve stodolách cestou do Kutné Hory v Horkách a Loších. Zbylí husité, kteří byli odvedeni až do Kutné hory, byli místními německými horníky vrženi do šachet. Hejtman Hromádka byl společně se dvěma táborskými knězi na rozkaz Jana Městeckého převezen do Chrudimi. Tam pak byli všichni tři 6. února veřejně na náměstí upáleni. Celkem bylo popraveno asi 700 husitů.

## Důsledky
Ztráty v Přelouči a Chotěboři neměly vliv na vzestup husitského hnutí v Čechách, a to ani ve východních, kde se zformovala silná východočeská skupina husitů s centrem v Hradci Králové. Při následném jarním tažení pražanů a táboritů do středních a východních Čech byla husity dobyta i Chrudim, ovládaná Janem Městeckým. 28. dubna 1421 se město vzdalo a Jan Městecký slíbil, že přestoupí na husitskou stranu. Při tažení husitských vojsk byl také jako msta za upálené husity vydrancován klášter ve Vilémově a obsazena Kutná Hora. V roce 1424 husité vypálili Přibyslav a dobyli hrad Ronov, jejichž vlastníkem byl Čeněk z Ronova, který se také podílel na chotěbořském masakru.

## Připomínka
Událost připomíná pomníček, postavený v roce 1929 v Chotěboři v zahradě před č.p. 607, na místě, kde údajně stály stodoly, kde byli husité upáleni. Jedna z chotěbořských ulic byla pojmenována „Hromádky z Jistebnice“.